# In Memory of Elizabeth Reed
«In Memory of Elizabeth Reed» es una composición instrumental de la banda estadounidense The Allman Brothers Band. Fue publicada por primera vez como la cuarta canción de su segundo álbum Idlewild South (1970). La pieza influenciada por el jazz fue compuesta por el guitarrista Dickey Betts, entre sus primeros créditos de composición para el grupo. Betts lo nombró después de una lápida que vio para Elizabeth Jones Reed Napier en el cementerio de Rose Hill en la ciudad natal de la banda de Macon, Georgia. Se han grabado múltiples versiones de la canción, siendo la versión interpretada en el álbum en vivo At Fillmore East (1971) generalmente considerada como la interpretación definitiva.

## Escritura y composición

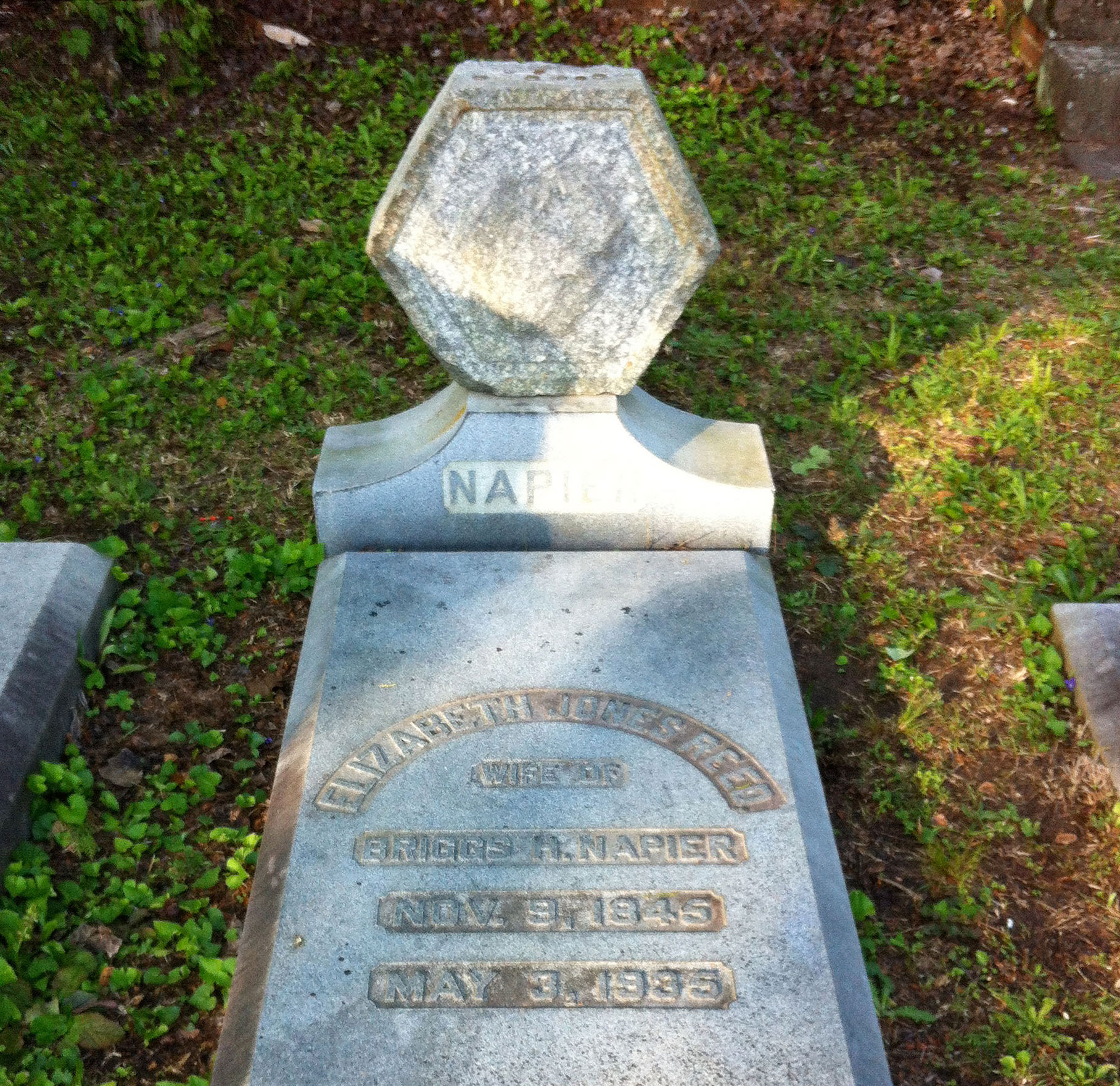
Lápida de Elizabeth Jones Reed en el cementerio de Rose Hill.

Compuesto por Dickey Betts, es la primera pieza instrumental escrita por un miembro de la banda, y la primera de varias que Betts escribiría y por los que sería conocido.
«In Memory of Elizabeth Reed» se inspiró en una mujer con la que Betts estaba involucrado en la ciudad natal de la banda, Macon, Georgia. Ella era la novia del músico Boz Scaggs, y Betts dijo más tarde que ella “era hispana y algo oscura y misteriosa—y ella realmente lo usó a su favor y lo jugó al máximo”. Para encubrir su identidad, la composición lleva el nombre de una lápida que Betts vio en el cementerio de Rose Hill, donde los miembros de la banda solían aventurarse en sus primeros días para relajarse y escribir canciones. El cementerio más tarde se convirtió en el lugar de descanso de Duane y Gregg Allman, junto con el bajista Berry Oakley.